# Knights Call
Knights Call es el decimoséptimo álbum de estudio del guitarrista alemán de hard rock y heavy metal Axel Rudi Pell. Fue lanzado el 23 de marzo de 2018 a través del sello Steamhammer/SPV. El álbum continúa con el estilo característico de Pell, fusionando elementos del hard rock y el heavy metal melódico.

## Lista de canciones
Todas las canciones compuestas por Axel Rudi Pell.
1. «The Medieval Overture (Intro)» – 1:43
2. «The Wild and the Young» – 4:20
3. «Wildest Dreams» – 5:43
4. «Long Live Rock» – 5:34
5. «The Crusaders of Doom» – 8:01
6. «Truth and Lies» – 4:48
7. «Beyond the Light» – 7:45
8. «Slaves on the Run» – 5:13
9. «Follow the Sun» – 5:12
10. «Tower of Babylon» – 9:48

## Personal
- Axel Rudi Pell – Guitarras
- Johnny Gioeli – Voz
- Volker Krawczak – Bajo
- Ferdy Doernberg – Teclados
- Bobby Rondinelli – Batería[2]

## Producción
- Producción: Axel Rudi Pell
- Co-producción, ingeniería y mezcla: Charlie Bauerfeind
- Masterización: Ulf Horbelt
- Diseño de portada: Thomas Ewerhard[3]

## Recepción
El álbum recibió críticas generalmente positivas por parte de la prensa especializada. Myglobalmind destacó que, a pesar de ser el decimoséptimo álbum de estudio de Pell, la banda sigue mostrando una ejecución brillante y que las canciones podrían integrarse bien en sus presentaciones en vivo.

## Sencillos
- «The Wild and the Young» – 2018